# نیایش شبانان

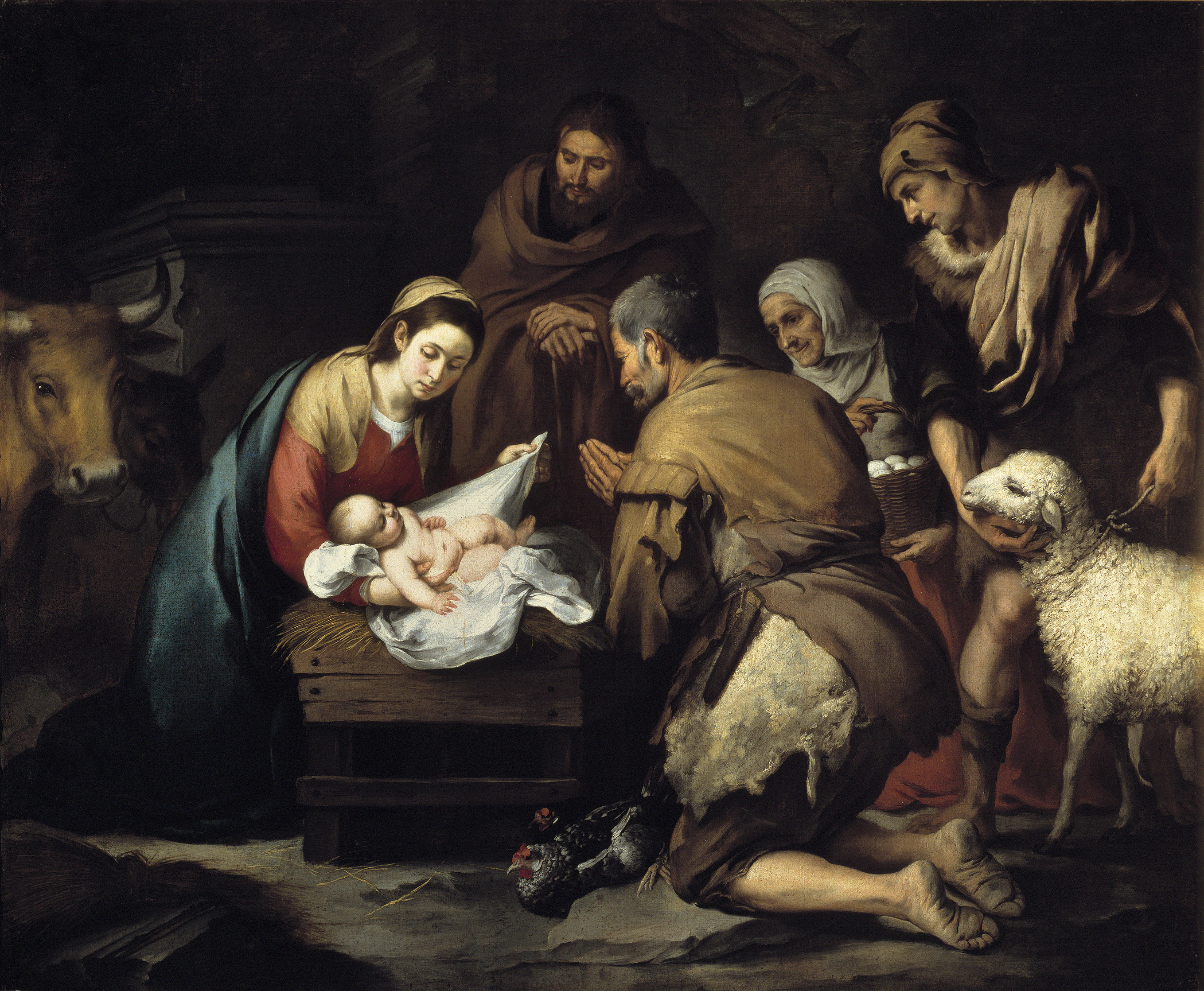
نیایش شبانان اثر بارتولومه استبان موریلو

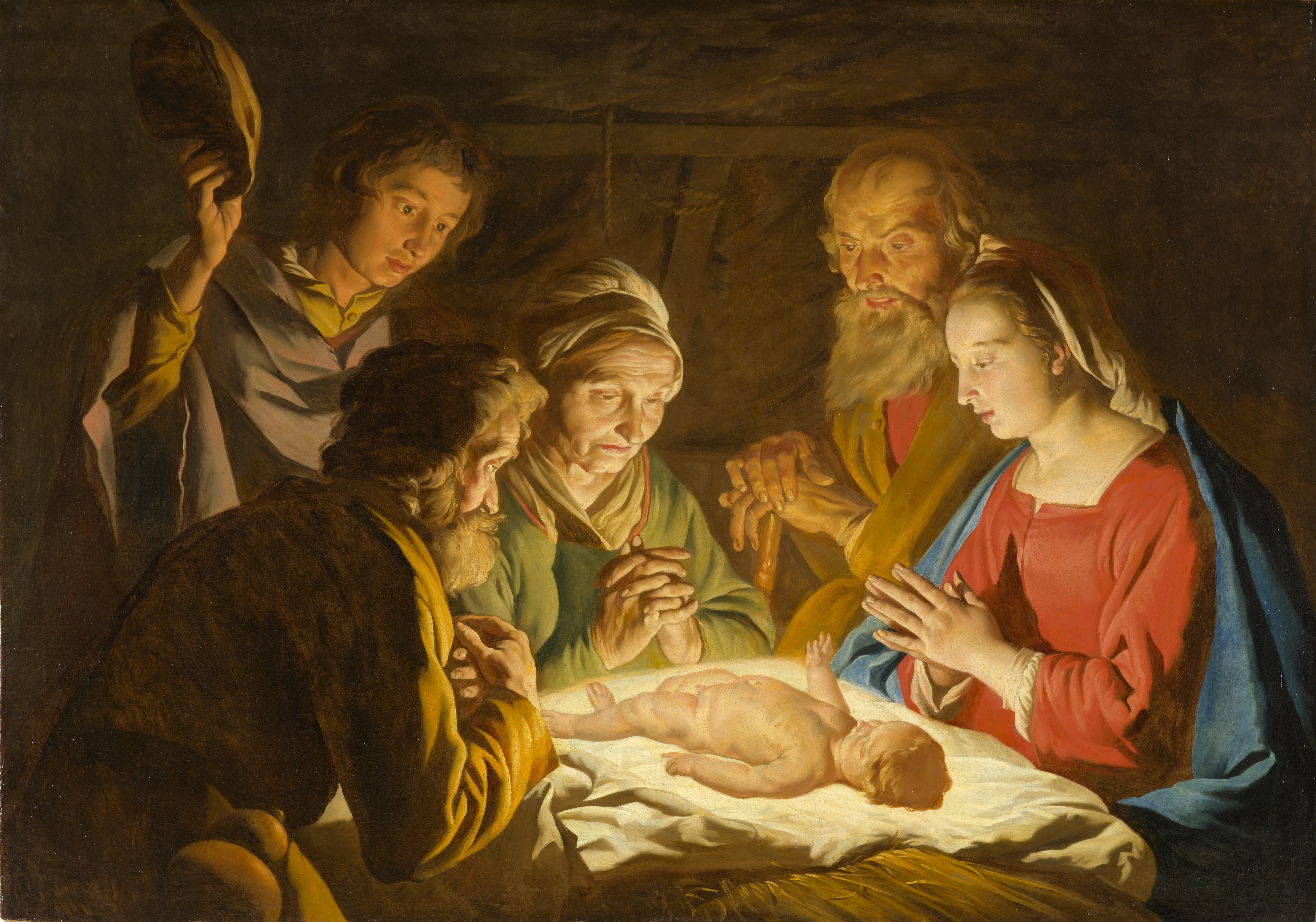
نیایش شبانان اثر ماتیاس استوم

نیایش شبانان در هنر مسیحی اشاره به صحنه‌ای است که شبانان به محض تولد عیسی مسیح در بیت‌لحم، شاهدان عینی این واقعه هستند. این صحنه اغلب با صحنۀ نیایش مغان در عرصۀ هنری درآمیخته می‌شود. اعلان به شبانان زمانی است که شبانان توسط فرشته‌ای به این صحنه احضار می‌شوند.